# Musikantenzunft
Als Musikantenzunft wurde im Mittelalter eine Vereinigung der fahrenden Spielleute zu so genannten Bruderschaften bezeichnet, denen durch Privilegien die Ausübung ihres Gewerbes in bestimmten Distrikten als Recht zugesprochen war. In dem einer Zunft zugesprochenen Bezirk durfte niemand für Geld spielen oder singen, der nicht zur Zunft gehörte. 

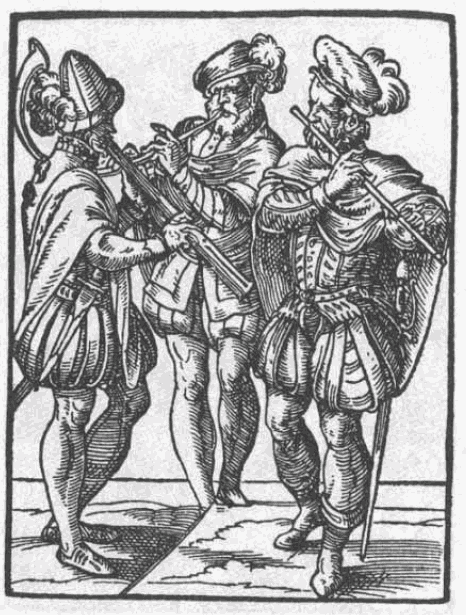
Mittelalterliche Pfeifer

## Geschichte
Die älteste Korporation dieser Art war die 1288 gegründete Nikolaibruderschaft in Wien, die später unter einem Musikantenvogt stand und in einem Oberspielgrafenamt (erst 1782 aufgehoben) die oberste Rechtsinstanz für Streitigkeiten der Musiker untereinander erhielt.
Andere Musikantenzünfte waren:
- die Confrérie de Saint-Julien des ménestriers in Paris (1330 gegründet), welche königliche Privilegien erhielt und bis 1773 bestand
- die Bruderschaft vom heiligen Kreuz in Uznach
- die Bruderschaft der Krone in Straßburg, letztere unter Oberaufsicht der Herren von Rappoltstein, die vier Pfeiferkönigen die Exekutive (Pfeiferrecht) übertrugen[1]
- die Musician’s company of the city of London (1472 bestätigt), die einen Marschall (auf Lebenszeit) und zwei jährlich gewählte Wardeine (custodes) erhielt und mit veränderten Einrichtungen noch heute besteht

Die Aufgaben und Tätigkeiten sowie die Befugnisse dieser Gesellschaften und ihrer Vorsteher waren im Großen und Ganzen überall dieselben.
Nach dem Vorbild dieser Korporationen entstanden dann seit dem 15. Jahrhundert in fast allen Städten die Gilden der Stadt- oder Kunstpfeifer (Stadtzinkenisten), die unter Leitung eines Stadtmusikus (Stadtzinkenmeisters) standen und das obrigkeitliche Privileg hatten, bei allen öffentlichen Gelegenheiten wie bürgerlichen Vorkommnissen (Hochzeiten, Begräbnissen etc.) die nötige Musik zu machen. Nach den Statuten der Gilden war jeder, welcher Mitglied derselben werden wollte, verpflichtet, sich vom Stadtmusikus als Lehrling ausbilden und nach überstandener Lehrzeit ordentlich lossprechen zu lassen.